# Línea H (subte de Buenos Aires)
La línea H del subte de Buenos Aires fue inaugurada el 18 de octubre de 2007. Es la más nueva y moderna y se extiende a lo largo de 8,8 km. La obra comenzó en 2001 luego de un lapso de 60 años sin que se construyeran líneas en la Ciudad. Es la primera toda nueva desde la habilitación de la línea E, a mediados de la década de 1940. La línea terminada tendrá una extensión de unos 11 km, entre las estaciones Sáenz y Retiro. Presta servicio en el tramo Hospitales-Facultad de Derecho, cuyo eje pasa bajo las avenidas Jujuy y Pueyrredón. Es utilizada por 100 mil pasajeros por día hábil y permite realizar trasbordos con las líneas A, B, D y E. Integra al norte con el sur de la Ciudad.

## Construcción y proyecto
|                          | Facultad de Derecho - Julieta Lanteri |
|                          | Las Heras                             |
|                          | Santa Fe - Carlos Jáuregui            |
|                          | Córdoba                               |
|                          | Corrientes                            |
|                          | Once - 30 de Diciembre                |
|                          | Venezuela                             |
|                          | Humberto I                            |
|                          | Inclán - Mezquita Al Ahmad            |
|                          | Caseros                               |
|                          | Parque Patricios                      |
|                          | Hospitales                            |
| Colores de las venecitas |                                       |

Los trabajos fueron iniciados el 19 de abril de 2001 por el entonces Jefe de Gobierno de la Ciudad, Aníbal Ibarra, y realizados por DYCASA S.A. –GRUPO DRAGADOS S.A.– UTE. Estos comprendieron 4,9 kilómetros de túneles de las estaciones Caseros, Inclán - Mezquita Al Ahmad, Humberto 1°, Venezuela y Once - 30 de Diciembre, cuyo servicio fue habilitado al público el 18 de octubre de 2007 por el Jefe de Gobierno Jorge Telerman.
El 5 de julio de 2006 comenzó la construcción de la subetapa "C1" que incluyó la estación Corrientes, donde se conecta con la Línea B, y el túnel adyacente hasta la calle San Luis. Este tramo fue inaugurado el 6 de diciembre de 2010.
La etapa "A2", que incluye la expansión hacia el sur y la construcción de las estaciones Parque Patricios y Hospitales, comenzó el 21 de noviembre de 2005. La estación Parque Patricios se inauguró el 4 de octubre de 2011, y funcionó como cabecera durante casi dos años, ya que el 27 de mayo de 2013 se inauguró la estación Hospitales, a metros de los nosocomios Penna y Churruca.
El 16 de septiembre de 2011, se adjudicó a Techint - DYCASA - UTE las obras correspondientes a los tramos A0 (la estación Nueva Pompeya y el túnel hasta Sáenz), A1 (estación Sáenz, cola de maniobras y el túnel hasta la estación Hospitales), C2 (las estaciones Corrientes, Córdoba, Santa Fe - Carlos Jáuregui y Las Heras hasta Plaza Francia) y la cochera - taller Parque Patricios.
En septiembre de 2015, quedó operativa la primera etapa del taller Parque Patricios. El 18 de diciembre de 2015 abrieron las estaciones Las Heras y Córdoba. Las Heras funcionó como terminal norte hasta la inauguración de la estación Facultad de Derecho. La cochera quedó operativa en septiembre de 2017 y la estación Facultad de Derecho quedó inaugurada en mayo de 2018.
Para la realización de la Línea H se utilizó un sistema de construcción diferente al de las demás: algunas estaciones y túneles se construyeron por mitades, sin columnas centrales, para evitar los habituales problemas de tránsito en la superficie, y otras en caverna. El anteproyecto de las estaciones y el túnel fue realizado por la Gerencia de Ingeniería de SBASE.

### Expansión de la red
En octubre de 2011 se inauguró la estación Parque Patricios y en el 2013 la estación Hospitales, que recibió su nombre por su cercanía con los hospitales Penna y Churruca.
El 18 de diciembre de 2015 abrieron las estaciones Las Heras y Córdoba que sumaron dos kilómetros al recorrido. También se construyó el Taller Parque Patricios, para mejorar los tiempos de reparación y mantenimiento de los coches y la frecuencia.
En julio de 2016 se inauguró la estación Santa Fe - Carlos Jáuregui que permite combinar con la Línea D mediante la estación Pueyrredón.
El 17 de mayo de 2018 se inauguró la estación Facultad de Derecho, nueva cabecera norte de la línea que será utilizada por unas 20 mil personas que viven y trabajan en las inmediaciones, por los 32 mil alumnos de la facultad y a los 385 mil visitantes anuales del Museo de Bellas Artes.

### Conflicto de la estación Plaza Francia
A fines de febrero de 2012 diversas ONG, personalidades políticas y un conjunto de vecinos del barrio de Recoleta, denunciaron que la obra de la estación Plaza Francia estaba teniendo lugar en su vecina, la Plaza Intendente Alvear, modificando rotundamente dicho espacio verde. Se removieron diecisiete árboles centenarios que no podrían volver a colocarse en su lugar luego de la construcción del túnel. Además, denunciaron que el movimiento de personas accediendo y saliendo del subte transformaría a la tradicional plaza en un nodo de transporte. La doctora Sonia Berjman presentó, junto con la asociación Basta de Demoler, una acción de amparo para la detención de las obras relacionadas con la construcción y presentaron una denuncia penal contra SBASE, por la cual consiguieron que el juez Schleiber suspendiera las obras.
El problema era que la ley autorizaba a la línea H a hacer la estación bajo la plaza Francia (lo cual ya era controversial, pues la ley original mencionaba que debía hacerse más al norte, cerca del predio del Centro Municipal de Exposiciones, pero la estación comenzó a hacerse bajo la plaza Intendente Alvear, que posee el carácter de Área de Protección Histórica, del otro lado de la avenida Pueyrredón. El exfuncionario del PRO, Juan Pablo Piccardo, explicó que sabía eso pero que “por costumbre” se le dice Francia a la Alvear. Los opositores a la obra propusieron la construcción de la estación en el lugar original, junto al Centro Municipal pero la empresa alegó que eso complicaría demasiado la curva que el túnel debía hacer para llegar a Retiro. En marzo de ese año, el juez Zuleta ordenó la suspensión de las obras hasta que se acate la normativa para esta área de protección histórica (APH) que impide la modificación del paisaje. Por otro lado, alegó que la ley original para la línea H indica en su texto que la estación Plaza Francia debería construirse en el lugar marcado por los vecinos denunciantes.
En febrero de 2013, la empresa de Subterráneos de Buenos Aires (Sbase), reconoció de hecho el error cometido y reconstruyó la plaza Intendente Alvear. A raíz de estas acciones la Legislatura de la Ciudad modificó la ley de la traza de la línea H llevándola hasta el barrio de Retiro, dotando a la Villa 31 de una estación propia y construyendo la estación del conflicto en el sitio señalado por la Dra Berjman, o sea, junto a la Facultad de Derecho.
Posteriormente el Gobierno de la Ciudad de Buenos Aires y Sbase demandaron a Sonia Berjman, a la ONG Basta de Demoler y a su presidente por 24 millones de pesos, por los daños y perjuicios que supuestamente ocasionaron al presentar una acción de amparo colectivo, alegando que fue "con el solo propósito de obliterar una obra pública destinada a la prestación de un servicio público" y que "existen motivos políticos para entorpecer la gestión de gobierno y las obras dentro de la plaza Alvear". En 2016, con motivo de un encuentro-homenaje a Sonia Berjman, en la Universidad del Salvador, un grupo de ciudadanos notables en el tema del paisajismo como Adrián Camps, Roxana Di Bello, Marcelo Magadán y Carlos Thays (chozno del famoso paisajista homónimo, que además fue el diseñador de ambas plazas, Francia e Intendente Alvear) aprovecharon para manifestarle su apoyo.
De acuerdo con un informe de la Auditoría porteña, el gobierno de la ciudad pagó por los costos de las obras un 85 % adicional a las empresas contratistas Techint y Dycasa, por el retraso en la construcción de tres estaciones de la línea H. Ambas contratistas cobraron 1700 millones de pesos en adicionales y redeterminaciones de precios, lo cual representó un aumento del 85 % sobre el precio original de la obra. La obra debía ser terminada para abril de 2015 pero la ejecución de los túneles había avanzado un 1,54 por ciento.

## Estaciones
| Estación                                   | Inauguración            | Ubicación                                                              | Barrio                           | Comb.   | Estación       |
| ------------------------------------------ | ----------------------- | ---------------------------------------------------------------------- | -------------------------------- | ------- | -------------- |
| Facultad de Derecho                        | 17 de mayo de 2018      | Av. Pres. Figueroa Alcorta y Avenida General Juan Martín de Pueyrredón | Recoleta                         |         | Terminal       |
| Avenida General Juan Gregorio de Las Heras | 18 de diciembre de 2015 | Avenida General Juan Martín de Pueyrredón 2001                         | Recoleta                         |         | De paso        |
| Avenida Santa Fe                           | 12 de julio de 2016     | Avenida Santa Fe y Avenida General Juan Martín de Pueyrredón           | Recoleta                         | Línea D | De combinación |
| Avenida Córdoba                            | 18 de diciembre de 2015 | Avenida General Juan Martín de Pueyrredón 984                          | Balvanera                        |         | De paso        |
| AvenidaCorrientes                          | 6 de diciembre de 2010  | Avenida General Juan Martín de Pueyrredón 500                          | Balvanera                        | Línea B | De combinación |
| Once                                       | 18 de octubre de 2007   | Avenida General Juan Martín de Pueyrredón 100                          | Balvanera                        | Línea A | De combinación |
| Venezuela                                  | 18 de octubre de 2007   | Avenida Jujuy 400                                                      | Balvanera                        |         | De paso        |
| Humberto I                                 | 18 de octubre de 2007   | Avenida Jujuy 1100                                                     | San Cristóbal                    | Línea E | De combinación |
| Inclán                                     | 18 de octubre de 2007   | Avenida Jujuy 1700                                                     | Parque Patricios                 |         | De paso        |
| Avenida Caseros                            | 18 de octubre de 2007   | Avenida Caseros 2600                                                   | Parque Patricios                 |         | De paso        |
| Parque Patricios                           | 4 de octubre de 2011    | Bernardo de Monteagudo 100                                             | Parque Patricios                 |         | De paso        |
| Hospitales                                 | 27 de mayo de 2013      | Avenida Ignacio Almafuente 300                                         | Parque Patricios y Nueva Pompeya |         | Terminal       |

## Diseño y ornamentación de las estaciones
El diseño general busca aportar visibilidad y legibilidad en todo el recorrido, desde las bocas de ingreso a las estaciones hasta los andenes. Además, en cumplimiento de la ley de accesibilidad física, las estaciones han sido diseñadas ajustándose a la normativa vigente, para garantizar el acceso y la inclusión de las personas con discapacidad y con movilidad reducida. En ese sentido, cuentan con ascensores que comunican la vía pública con los vestíbulos y estos con los andenes. Además, tienen un sistema de solados guía, solados de prevención, solados de peligro y carteles braille en accesos y pasamanos. Las estaciones cuentan también con sistemas de ventilación forzada, detección y extinción de incendio y salidas de emergencia que terminan en puertas enrasadas a nivel vereda. Su apertura es manual y suave gracias a un amortiguador hidráulico y no requiere alimentación eléctrica para su accionamiento.

### Paseo Subterráneo del Tango
Se realizaron múltiples intervenciones artísticas a lo largo de toda la línea, que fue denominada “Paseo Turístico-Cultural Subterráneo del Tango” por la Ley N° 1024, así, todas las estaciones homenajean a cantantes y compositores de dicho género.

#### Homenajes a figuras del Tango:[16]
- Facultad de Derecho - Julieta Lanteri: hay un mural homenajeando al tango y obras inspiradas en mujeres destacadas de la historia argentina.
- Las Heras: Hugo del Carril
- Santa Fe - Carlos Jáuregui: Osvaldo Pugliese
- Córdoba: Edmundo Rivero
- Corrientes: Enrique Santos Discépolo
- Once - 30 de Diciembre: Aníbal Troilo
- Venezuela: Osvaldo Fresedo
- Humberto 1º: Francisco Canaro
- Inclán - Mezquita Al Ahmad: Azucena Maizani
- Caseros: Julio de Caro
- Parque Patricios: Tito Lusiardo
- Hospitales: Ángel Villoldo

## Trazado
La Ley 317 fue sancionada por la Legislatura de la Ciudad de Buenos Aires el 14 de diciembre de 1999 y promulgada el 13 de enero de 2000 mediante el decreto 31/2000. Esta ley dispone en su Anexo I el siguiente trazado de la línea H (la estación Caseros se agregó posteriormente y la estación Plaza Francia fue renombrada y trasladada):

Mapa tentativo de la red con la línea H finalizada (en amarillo) y la línea E extendida.

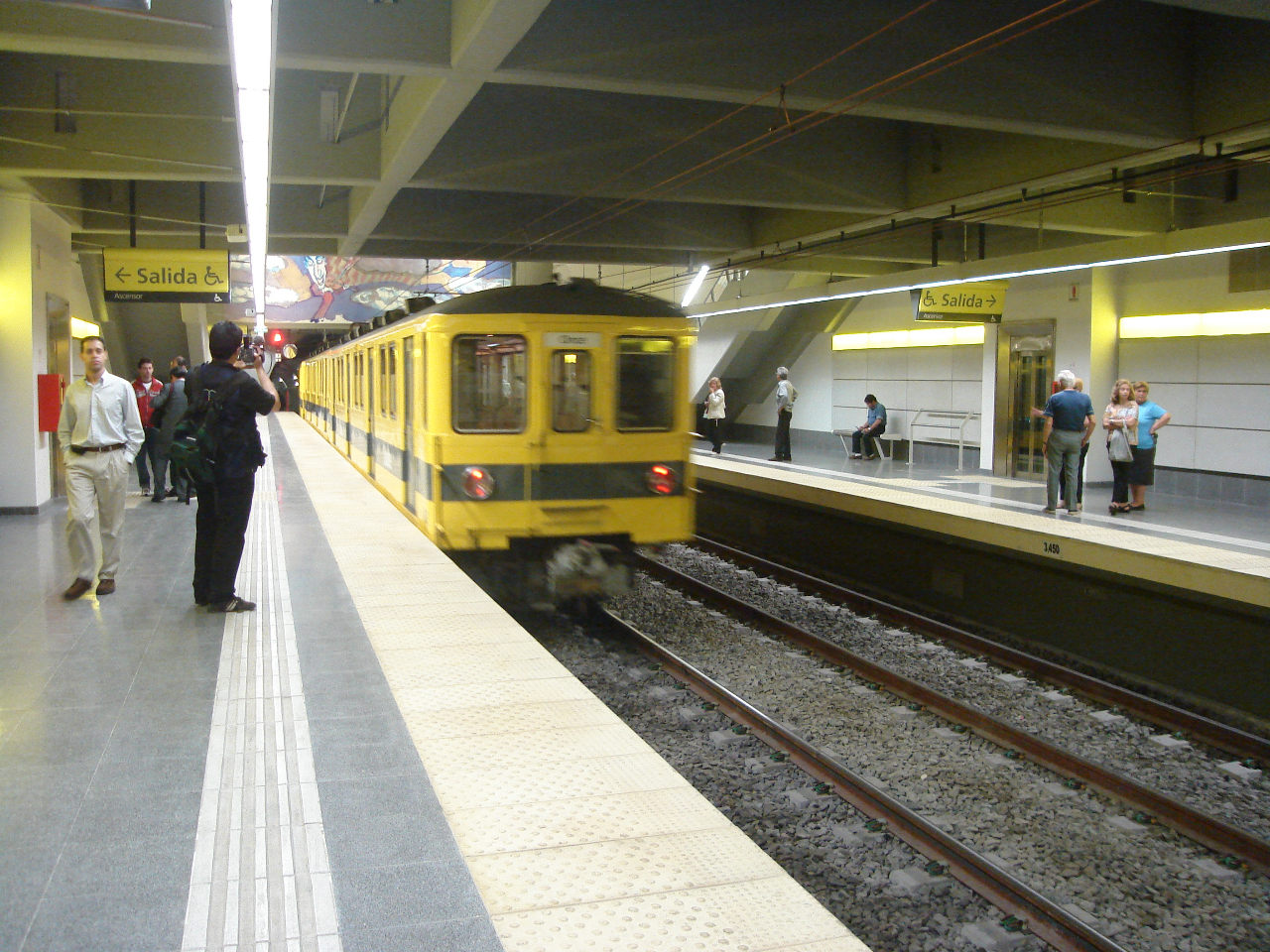
Antiguas formaciones Siemens-Orenstein & Koppel de la nueva línea H, aquí en la estación Caseros.

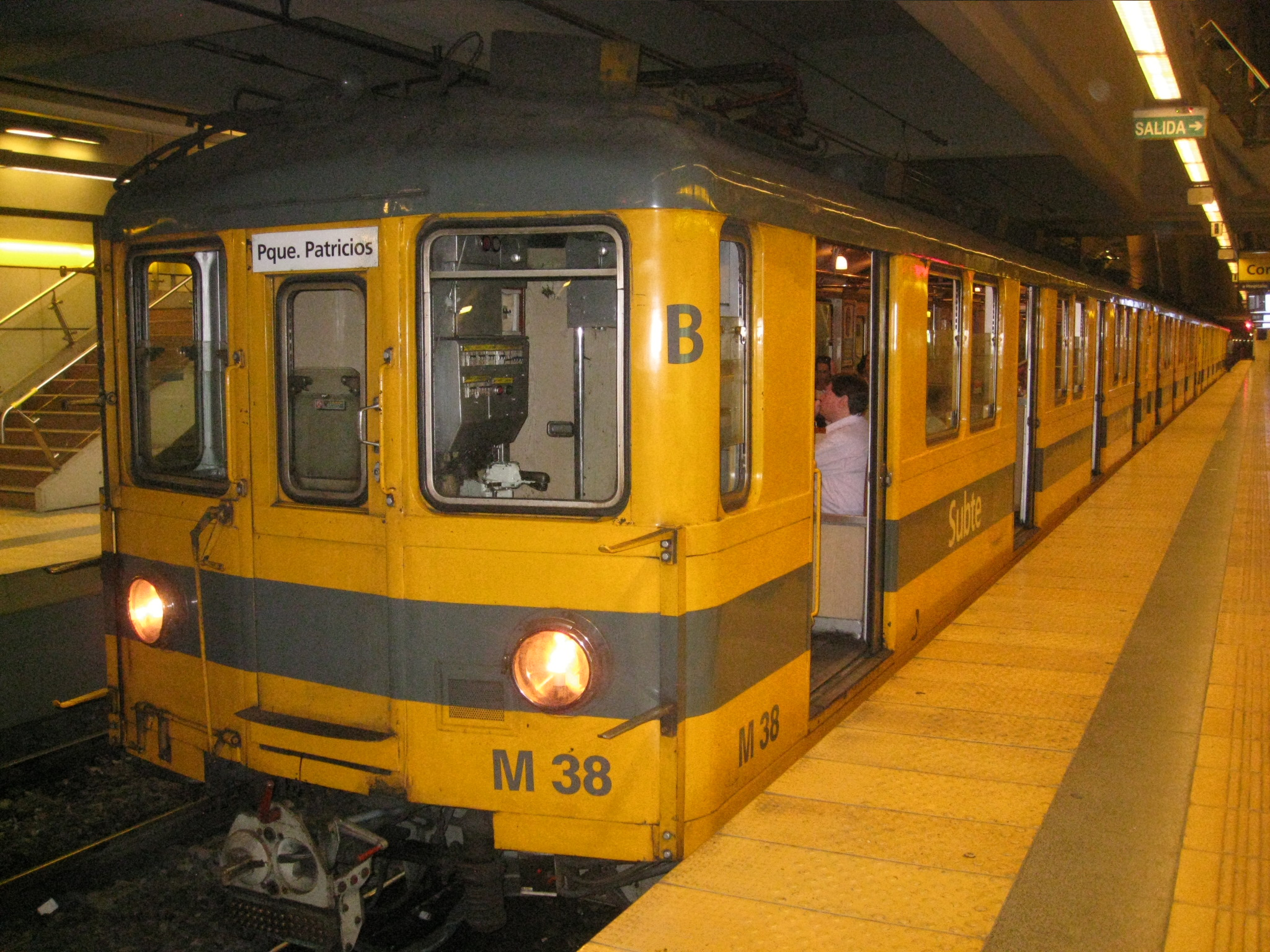
Antiguo coche de la línea H.

| Tramo                                  | Progresiva | Progresiva | Longitud |
| Tramo                                  | Desde      | Hasta      | Longitud |
| -------------------------------------- | ---------- | ---------- | -------- |
| Origen de progresiva - Est. N. Pompeya | 0 m        | 417 m      | 417 m    |
| Est. Nueva Pompeya                     | 417 m      | 527 m      | 110 m    |
| Est. Nueva Pompeya - Est. Sáenz        | 527 m      | 982,40 m   | 455,40 m |
| Est. Sáenz                             | 982,40 m   | 1.092,40 m | 110,00 m |
| Est. Sáenz - Est. Hospitales           | 1.092,40 m | 1.893,50 m | 801,10 m |
| Est. Hospitales                        | 1.893,50 m | 2.008,50 m | 115,00 m |
| Est. Hospitales -Est. P. Patricios     | 2.008,50 m | 2.702,60 m | 694,10 m |
| Est. Parque Patricios                  | 2.702,60 m | 2.812,70 m | 110,00 m |
| Est. Parque Patricios - Est. Inclán    | 2.812,70 m | 3.779,00 m | 966,30 m |
| Est. Inclán                            | 3.779,00 m | 3.881,50 m | 103,00 m |
| Est. Inclán - Est. Humberto I          | 3.881,50 m | 4.599,77 m | 718,30 m |
| Est. Humberto I                        | 4.599,77 m | 4.709,77 m | 110,00 m |
| Est. Humberto I - Est. Venezuela       | 4.709,77 m | 5.506,63 m | 796,86 m |
| Est. Venezuela                         | 5.506,63 m | 5.616,63 m | 110,00 m |
| Nueva prog. 0,00 - Est. Pza. Once      | 0,00 m     | 46,71 m    | 46,71 m  |
| Est. Pza. Once                         | 46,71 m    | 196,71 m   | 150,00 m |
| Est. Pza. Once - Est. Corrientes       | 196,71 m   | 639,78 m   | 443,07 m |
| Est. Corrientes                        | 639,78 m   | 749,78 m   | 110,00 m |
| Est. Corrientes - Est. Córdoba         | 749,78 m   | 1.180,81 m | 431,03 m |
| Est. Córdoba                           | 1.180,81 m | 1.290,81 m | 110,00 m |
| Est. Córdoba - Est. Santa Fe           | 1.290,81 m | 1.726,46 m | 435,65 m |
| Est. Santa Fe                          | 1.726,46 m | 1.836,46 m | 110,00 m |
| Est. Santa Fe - Est. Las Heras         | 1.836,46 m | 2.540,72 m | 704,26 m |
| Est. Las Heras                         | 2.540,72 m | 2.654,72 m | 114,00 m |
| Est. Las Heras - Est. Plaza Francia    | 2.654,72 m | 3.122,18 m | 467,46 m |
| Est. Plaza Francia                     | 3.122,18 m | 3.236,18 m | 114,00 m |

### Modificación del recorrido
En junio de 2013, el Gobierno y la Legislatura de la Ciudad Autónoma de Buenos Aires, aceptaron modificar la traza final del recorrido, (tramo C3), quedando establecida por las estaciones: Facultad de Derecho, Padre Mugica, (dentro de la Villa 31) y la Terminal de Ómnibus. Esto fue oficializado en la ley 5233.

## Flota
La Línea H fue la primera de la red de subterráneos en contar con una flota 100% con aire acondicionado. Actualmente, está compuesta por 78 coches Alstom adquiridos cero kilómetro que vienen equipados con cámaras de seguridad, sistema de aviso sonoro de estaciones y son totalmente accesibles. Además, para brindar mayor seguridad, poseen un dispositivo de antiempotramiento que evita que un coche se superponga a otro. Asimismo, para hacer más cómodo el viaje, cuentan con suspensiones neumáticas que se ajustan en función de la carga que transportan; tienen la capacidad de ahorrar energía a partir de la regeneración durante el frenado; y vienen equipados con caja negra. Las unidades tienen 17 metros de largo por 2,6 metros de ancho. Las formaciones están compuestas por 6 coches: 2 coches remolque con cabina de conducción y 4 coches motores.

## Planes futuros
Se espera que se licite y construya el tramo C3 desde la estación Facultad de Derecho a Retiro (con las estaciones intermedias Padre Mugica y Terminal de Ómnibus) llevando la extensión de la línea a 13 km (el proyecto original llegaba a Retiro por la Avenida del Libertador con estación intermedia en el cruce con la avenida 9 de Julio). Dicho tramo fue sancionado el 11 de diciembre de 2014 por la Legislatura Porteña mediante la ley 5233 modificando el trazado de la línea H contemplado en la ley 317. Allí también fue suprimida la estación Nueva Pompeya.
- En la estación Retiro combinará con las líneas C y E.
- En la estación Santa Fe combina actualmente con la línea D.
- En la estación Corrientes combina actualmente con la línea B.
- En la estación Once combina con la línea A y con el Ferrocarril Domingo Faustino Sarmiento.
- En la estación Humberto I combina con la línea E.

En los artículos 3 y 6 de la ley 5233, al suprimir la estación Nueva Pompeya y trasladar la estación Sáenz, quedó autorizada la extensión de un ramal alternativo desde Sáenz hasta la villa 1-11-14 bajo la Avenida Perito Moreno con la estación Fernández de la Cruz en el cruce con la avenida homónima en el barrio de Flores. También quedó contemplada una posible vinculación con la Terminal de Ómnibus Dellepiane, el Premetro o incluso la Estación Lanús en la provincia de Buenos Aires.